# 王聖仁
王聖仁（1960年4月18日—2019年10月），前任民進黨籍高雄市議員，里長出身，曾任民進黨高雄市黨部主任委員。

## 爭議
2012年9月2日，王聖仁不滿民進黨中央黨部收回高雄市黨部所屬新台幣上億元不動產、以及將民進黨提名兩名里長候選人賄選案的政黨連坐罰款新台幣一百三十五萬元歸責高雄市黨部繳納，揚言不配合中央黨部辦黨慶及黨主席蘇貞昌「過庄行聊」下鄉活動，並透過高雄市市長陳菊辦公室主任李柏毅轉告陳菊了解此事；王聖仁還說，民進黨中央執行委員洪智坤爆料黑道介入本年中央黨職選舉一事，中央黨部應妥適處理中執委引發的爭議。2012年9月3日，民進黨發言人王閔生表示，民進黨各地方黨部不動產產權都是登記在“民主進步黨”名義下，但實際上的使用與管理，中央黨部一向尊重地方黨部；依權責來看，里長候選人是由地方黨部提名，處罰就應由地方黨部負擔，目前中央黨部已經暫時代墊罰款；有關高雄市黨部揚言不配合舉辦黨慶或蘇貞昌下鄉活動一事，可能中央黨部與高雄市黨部有所誤會，中央黨部會再加強溝通。
2014年1月28日，王聖仁與陳致中在民進黨高雄市黨部召開「別陷地方黨部於不義，請中央讓陳致中入黨」記者會，呼籲民進黨中央黨部通過陳致中再入黨申請案；王聖仁說，2010年中華民國直轄市市長暨市議員選舉，民進黨高雄市黨部協調陳致中退黨參選高雄市議員，因此高雄市黨部始終認為陳致中的退黨並非違紀退黨參選。2014年4月2日，民進黨公布高雄市第10選區（前鎮區、小港區）市議員提名初選民調，王聖仁以第10選區民調最後一名獲提名參選；2014年高雄市議員選舉結果，王聖仁當選。